# Dúmnorix
Dúmnorix (m. 54 a. C.; en latín, Dumnorix) fue un líder de los heduos durante la guerra de las Galias. Nacido en el seno de una familia aristocrática, hermano de Diviciaco y yerno de Orgétorix, rey de los helvecios, fue uno de los más feroces enemigos de Julio César. Las únicas informaciones acerca de Dumnórix proceden de la obra de Césarː Comentarios a la guerra de las Galias. En Bibracte, capital de los heduos, se han hallado monedas con su efigie grabada, así como un gran número de inscripciones que llevan su nombre.

## Etimología
Dúmnorix procede de unir las dos palabra galas dumno (mundo) y rix (rey); por tanto ,el nombre del caudillo heduo significa literalmente rey del mundo.

## Biografía
De acuerdo con los escritos de César, Dúmnorix, que era «príncipe» (¿vergobreto?) de los heduos, conspiró con Orgétorix, el líder helvecio que organizó la migración de su pueblo, y Cástico, jefe de los sécuanos. La alianza entre los tres adalides tenía como objetivo lograr la dominación de la Galia. A fin de reforzar el tratado, Dúmnorix se casó con la hija de Orgétorix. Receloso, Cástico abandonó a sus dos aliados, que aun así continuaron con sus planes.
En 58 a. C., durante la migración de los helvecios, autorizó el paso de este pueblo por el territorio de los sécuanos. Posteriormente empleó su influencia a fin de impedir la entrega de trigo que los heduos habían prometido a César. A pesar de todo, cuando se produjo la batalla entre los helvecios y los romanos, huyó con su caballería de las tropas enemigas para no enfrentarse con ellos. Fue acusado por el vergobreto Lisco y por su propio hermano, Diviciaco. César accedió a perdonarlo con el objeto de no perturbar los vínculos de amistad que lo unían con su pueblo; no obstante, Dúmnorix urdió otro complot.
En 54 a. C., conspiró contra César, que quería obligarlo a que le asistiera en su invasión de Britania para tenerlo vigilado, tal y como narra este fragmento de los Comentarios a la guerra de las Galias:

Hallábase con ellos el heduo Dúmnorix, de quien ya hemos hablado, al cual resolvió principalmente llevar consigo, porque sabía ser amigo de novedades y de mandar, de mucho espíritu y autoridad entre los galos. A más que él se dejó decir una vez en junta general de los heduos, «que César le brindaba con el reino», dicho de que se ofendieron gravemente los heduos, dado que no se atrevían a proponer a César por medio de una embajada sus representaciones y súplicas en contrario, lo que César vino a saber por alguno de sus huéspedes. Él al principio pretendió, a fuerza de instancias y ruegos, que lo dejasen en la Galia, alegando unas veces que temía al mar, otras que se lo disuadían ciertos malos agüeros. Visto que se le negaba absolutamente la licencia, y que por ninguna vía podía recabarla, empezó a ganar a los nobles, a hablarles a solas y a exhortarlos a no embarcarse; poniéndolos en el recelo de que no en balde se pretendía despojar a la Galia de toda la nobleza; ser bien manifiesto el intento de César de conducirlos a Britania para degollarlos, no atreviéndose a ejecutarlo a los ojos de la Galia. Tras esto empeñaba su palabra y pedía juramento a los demás, de que practicarían de común acuerdo cuanto juzgasen conveniente al bien de la patria.

Dúmnorix huyó con una cohorte de caballería. César ordenó perseguirlo y ejecutarlo si se resistía. Dúmnorix resultó asesinado y su caballería se unió al ejército de César.
Anteriormente, Orgetórix había persuadido a Castico y a Dumnórix para atravesar sus territorios con la intención de llegar a la Galia y conquistarla, para lo cual había convenido con los sécuanos la entrega mutua de rehenes en prenda, para garantizar la vía libre y sin molestia por parte de éstos, asimismo, para garantizar que no causarían daños ni ultrajes tras su paso. Sin embargo, una vez llegados a territorio de Dúmnorix, provocaron el destrozo de sus campos, motivo por el cual no pudiendo defender contra ellos ni sus personas ni sus bienes, envían emisarios a César en demanda de socorro, recordándole que sus merecimientos para con el pueblo romano habían sido siempre tales que no debiera consentirse que, casi a la vista de nuestro ejército, fueran devastados sus campos, reducidos a esclavitud sus hijos y asoladas sus ciudades.